# Zamani (Wolne Państwo)
Zamani – miejscowość w Południowej Afryce, w prowincji Wolne Państwo, w dystrykcie Thabo Mofutsanyane, w gminie Phumelela. W 2011 roku liczyła 6523 mieszkańców.